# 小玉晃
小玉 晃（こだま あきら、1944年3月20日 - ）は、日本の元バスケットボール選手。

## 人物
東京教育大学在学中、全日本に選ばれ1963年世界選手権と東京オリンピックに出場。
卒業後、日本鉱業に入社。引き続き全日本で活躍し、1967年世界選手権に出場。日本リーグでは1971・72年の2年連続でベスト5を獲得。

## 日本代表歴
- 1963年世界選手権
- 1964年東京五輪
- 1965年ユニバーシアード
- 1965年アジア選手権
- 1966年アジア大会
- 1967年アジア選手権
- 1967年世界選手権
- 1969年アジア選手権
- 1970年アジア大会
- 1971年アジア選手権